# Pierre Jennesseaux
Pierre Jennesseaux, né le 6 janvier 1804 à Reims (France) et décédé le 18 juin 1884 à Amiens (France), est un prêtre Jésuite français, connu pour sa traduction française du texte espagnol des Exercices Spirituels d'Ignace de Loyola. Publiée pour la première fois en 1847, cette traduction a été souvent rééditée.

## Biographie
Entré au noviciat des Jésuites le 7 septembre 1826 il est ordonné prêtre en 1836 à Vals-près-le-Puy. Durant une petite dizaine d'années Jennesseaux enseigne au collège des jésuites français en exil, à Brugelette en Belgique, il doit quitter l'enseignement pour des raisons de santé.
En 1845 il se trouve à Amiens où il consacre son temps et son savoir à traduire en français les œuvres du mystique espagnol Luis de la Puente et à rééditer les œuvres d'Étienne Binet. Mais il est surtout connu pour sa traduction en français (peut-être la première?) des Exercices spirituels de Saint Ignace de Loyola.

## Écrits
- Exercices spirituels de Saint Ignace. Retraite de huit jours, suivi de méditations et de contemplations supplémentaires pour les exercices de trente jours, Amiens, 1860.